# Aggteleki-karszt
Az Aggteleki-karszt (kistájkataszteri megnevezés szerint Aggteleki-hegység) Magyarország egy kistája, amely a Gömör–Tornai karsztvidék magyarországi része. A „karszt” elnevezés arra utal, hogy a hegység területének legnagyobb részén többé-kevésbé karsztosodó kőzetek (különböző mészkőfajták) bukkannak a felszínre, és ezekben szembe ötlően kifejlődtek a karszt felszíni és felszín alatti formaelemei. Utóbbiak közül a leglátványosabbak és nevezetesebbek a cseppkőbarlangok: ezek közül a legnagyobbakat az UNESCO Világörökség Bizottsága 1995. december 6-án Berlinben a világörökség részeivé nyilvánította. Hazánk élettelen természeti értékei közül egyedül ezek a barlangok kerültek fel a világörökség listájára.
A kistáj túlnyomó részét az Aggteleki Nemzeti Park törzsterülete fedi.

## Helyzete, határai

Az Aggteleki-karszt térképe

Amint a bevezetőből is kiviláglik, a kistáj északi határa mesterséges: ez a magyar-szlovák országhatár. Keleti határa a Ménes-völgy alsó része, illetve a Bódva völgye, déli határa a Telekes-patak alsó folyásától délre húzódó dombsor lába. Nyugati határa nem egyértelmű: ahogy a karsztosodó karbonátos kőzeteket egyre vastagabb fiatal, törmelékes üledéktakaró fedi le, a nyílt karszt fedett karsztba megy át, majd a karsztos jelleg teljesen megszűnik. Egyes szerzők a kistájat egészen a Sajó völgyéig kiterjesztik.
Az Aggteleki-karszttal szomszédos kistájak:
- keleten:
  - a Bódvától északra az Alsóhegy ugyancsak a Gömör-Tornai karszt része,
  - a Bódva nagy kanyarjában a Szalonnai-karszt (a Rudabányai-hegység folytatása),
  - a Bódva és a Hernád között a Cserehát;
- délkeleten:
  - a Rudabányai-hegység;
- délnyugaton:
  - a Putnoki-dombság (a Heves–Borsodi-dombság része).

## Éghajlata
A térség éghajlata nedves kontinentális, a Kárpátok közelsége miatt erős hegyvidéki hatással: ez hazánk egyik leghidegebb tájegysége. Az évi középhőmérséklet 9,1 °C, évi 120–130 fagyos nappal. A napfényes órák száma 1900-nál is kevesebb, az évi átlagos csapadék 660 mm körüli. A legcsapadékosabb hónap a június, a legszárazabb a március.

## Földtani felépítése
Az Aggteleki-karszt viszonylag kis területének dacára egyike Magyarország legbonyolultabb földtani felépítésű területeinek:
- rétegtanilag, mert több, különféle kifejlődésű terület képződményeit (és ezek fáciesátmeneteit) ismerjük innen;
- tektonikailag pedig azért, mert ezek a különféle torló hatások eredményeként nemcsak egymás mellett, de különféle pikkelyek és takarók részeiként egymás fölött is előfordulnak.

Földtani értelemben az Aggteleki-hegység nem azonos a földrajzi értelemben vett Aggteleki-karszttal:
- Ide soroljuk a Bódvarákó határában emelkedő Esztramos-hegyet, ami földrajzilag a Szalonnai-karszt része;
- Nem soroljuk ide az Éger-völgy (Henc-völgy) környékén az idősebb kőzetek közt, illetve az alsó triász és a pannon kőzetek határán megmaradt, középső, illetve felső triász kőzetekből álló pikkelyeket:
  - a szőlősardói rögöt és
  - a lászi-forrási rögöt,

amiket a földtani értelemben vett Rudabányai-hegység részeinek tekintünk.
A földtörténet oligocén időszakában az Aggteleki-hegység már biztosan a Szlovák-karszt–Gömör–Szepesi-érchegység–Szlovák Paradicsom összefüggő rendszerének déli vége volt; a Rudabányai-hegység azonban csak a Darnó-vonal menti, az oligocénben és a miocénben is tartó, balos vízszintes eltolódás eredményeként került mellé (délről).
Mivel a felszínt az egymásra torlódott takarók roncsai borítják, jelen ismereteink alapján nem egyértelmű, hol kezdődnek ezek alatt az autochton (helyben maradt) képződmények. Ezért a különböző típusú triász–jura rétegsorokat mint üledékképződési térségeket különböztetik meg egymástól. A három, határozottan megkülönböztethető ilyen egység:
- szilicei fáciesterület,
  - dernői (drnavai, magyar területen ismeretlen) kifejlődési egység,
  - aggteleki kifejlődési egység,
  - szőlősardói kifejlődési egység,
  - bódvai kifejlődési egység,
- mellétei fáciesterület,
  - bódvarákói kifejlődési egység,
  - dereski (držkovcei, magyar területen ismeretlen) kifejlődési egység,
  - tornakápolnai kifejlődési egység,
- tornai fáciesterület.

A legidősebb, a felszínre is kibukkanó képződmények a földtörténeti ókor és középkor határán lerakódott szárazföldi üledékes kőzetek (molassz). A karsztosodó karbonátos kőzetek alapanyaga főként a triász (alárendelten jura) időszakban a Tethys-óceánban ülepedett le. Az egymástól meglehetősen távol lerakódott üledékes kőzeteket a földtörténeti középkor végén, az újkor elején nagyszabású és bonyolult tektonikai mozgások (több száz kilométeres vízszintes eltolódások és dél felé mozgó takarók) halmozták egymásra, illetve egymás mellé. Mindezt a Pannon-tenger, majd annak visszahúzódása után a kisebb-nagyobb patakok, illetve folyók törmelékes üledékei fedték el.

## Domborzata, vízrajza
A nyílt és a fedett karszt felszínformái drasztikusan különböznek, miként növényzetük is. A különbözőség fő oka, hogy a nyílt karszton gyakorlatilag nincs lefolyó víz: ami nem párolog el, az beszivárog, és a nyugalmi karsztvízszinten áramolva szivárog a repedésekben majd folyik a barlangokban a karsztforrások felé. Ennek eredményeként a nyílt karszton hegyek, illetve hegyláncok helyett nagy fennsíkok alakulnak ki, a völgyek helyett pedig töbörsorokat, kisebbrészt vakvölgyeket találunk. Mivel a nyílt karszt a fedett karsztból alakul ki a fedő törmelékes üledékes kőzetek lepusztulásával, a töbörsorok, vakvölgyek az egykori völgyek lefutását követik.
A fedett és a nyílt karszt határát hozzávetőleg az Aggtelek–Teresztenye–Perkupa vonalon vonhatjuk meg, bár ettől északra is előfordulnak kisebb fedett foltok, és ettől délre is vannak kisebb-nagyobb, a fiatalabb képződmények közé beágyazott mészkőrögök.
A fennsíkokat mélyen bevágódó völgyek választják el egymástól. A két legnagyobb fennsíkot Jósva-völgy választja el egymástól. Egyikük északi határa a Ménes-patak felső, másikuk déli határa az Éger-patak (Henc-patak, Rét-patak) alsó folyása. Az Éger-völgy és a Telekes-völgy között kisebb mészkőrögök kivételével már fedett karsztot és annak megfelelő völgyhálózatot találunk.
Fő vízfolyása a nyugatról kelet felé folyó Jósva, ami Szin alatt torkollik a Bódvába. A Jósva-forrásban a Baradla alsó barlangjaiból kifolyó víz tör a felszínre. Még Jósvafőn belé ömlik a Komlós-forrás, majd a Kecső-patak és végül a Tohonya-patak vize; ez utóbbi torkolata alatt kezdődik a tulajdonképpen vett Jósva-völgy.

## Települései, gazdasága
- Aggtelek
- Bódvarákó
- Bódvaszilas
- Égerszög
- Jósvafő
- Komjáti
- Perkupa
- Szalonna
- Szendrő
- Szin
- Szinpetri
- Szögliget
- Teresztenye
- Tornabarakony
- Tornanádaska
- Tornaszentandrás
- Varbóc

## Növényzete
A karszt már az ősidőkben lakott volt, és az emberi tevékenység a kőkorszaktól máig jelentősen átalakította a táj képét. A 19. század végéig a falusi lakosság hagyományosan állattartásból, mészégetésből, szénégetésből, (a filoxéra-járvány előtt) szőlőművelésből, fakitermelésből és kisebb mértékben (főleg a Jósva völgyében) növénytermesztésből élt. Ebből adódóan a karszt növényzete zömmel másodlagos, amelyben az eredeti növényzetből csak egyes fajok őrződtek meg. A kaszálók és a „szőlőhegyek” kaszált aljú gyümölcsösei azonban bár mesterségesen kialakított, de rendkívül fajgazdag növénytársulásokká alakultak.
Az időben és térben változó területhasználat másik következménye a növénytársulások mozaikos jellege, amit a karsztfennsík szélsőségesen változatos mikroklímája is elősegít. A növényzet fajösszetételében jól tetten érhető kárpáti hatások mellett a meredeken délnek néző völgyoldalak már-már mediterrán hatást keltenek. Mindez együtt rendkívül változatossá teszi a karszt növényvilágát.

## Állatvilága

### Gerincesek
A hegységben idáig több mint negyven halfajt azonosítottak, azaz a Magyarországon ismert halak több mint felét. E fajok közül 13 védett.
A 16 hazai kétéltűfajból tizenhármat, a 15 hazai hüllőfajból kilencet figyeltek meg. Kétéltű az Aggteleki Nemzeti Park címerállata, a foltos szalamandra (Salamandra salamandra) is.
A közel 370 magyarországi madárfajból hozzávetőleg kétszázat figyeltek meg a hegységben, illetve a Jósva és a Bódva völgyében. Egyebek közt itt él Magyarország legnagyobb és legstabilabb császármadár (Bonasa bonasia vagy Tetrastes bonasia) állománya (mintegy 50–60 pár). A hegység legjelentősebb madárritkasága a parlagi sas (Aquila heliaca). A nyírfajd (Tetrao tetrix vagy Lyrurus tetrix) az 1940-es, a kerecsensólyom (Falco cherrug) az 1980-as években költött itt utoljára.
A barlangok miatt a hegység legismertebb emlősei a denevérek, de a területen számos rovarevő, rágcsáló és kisragadozó is él. A nagyragadozók közül a szürke farkas (Canis lupus) az 1980-as évek közepén, az eurázsiai hiúz (Lynx lynx) az 1990-es évek elején települt vissza. Medvék szórványosan át- átlátogatnak a Felvidékről, de 2008-ig még nem telepedtek meg. 2015-ben is felbukkant egy példány.

## Képgaléria

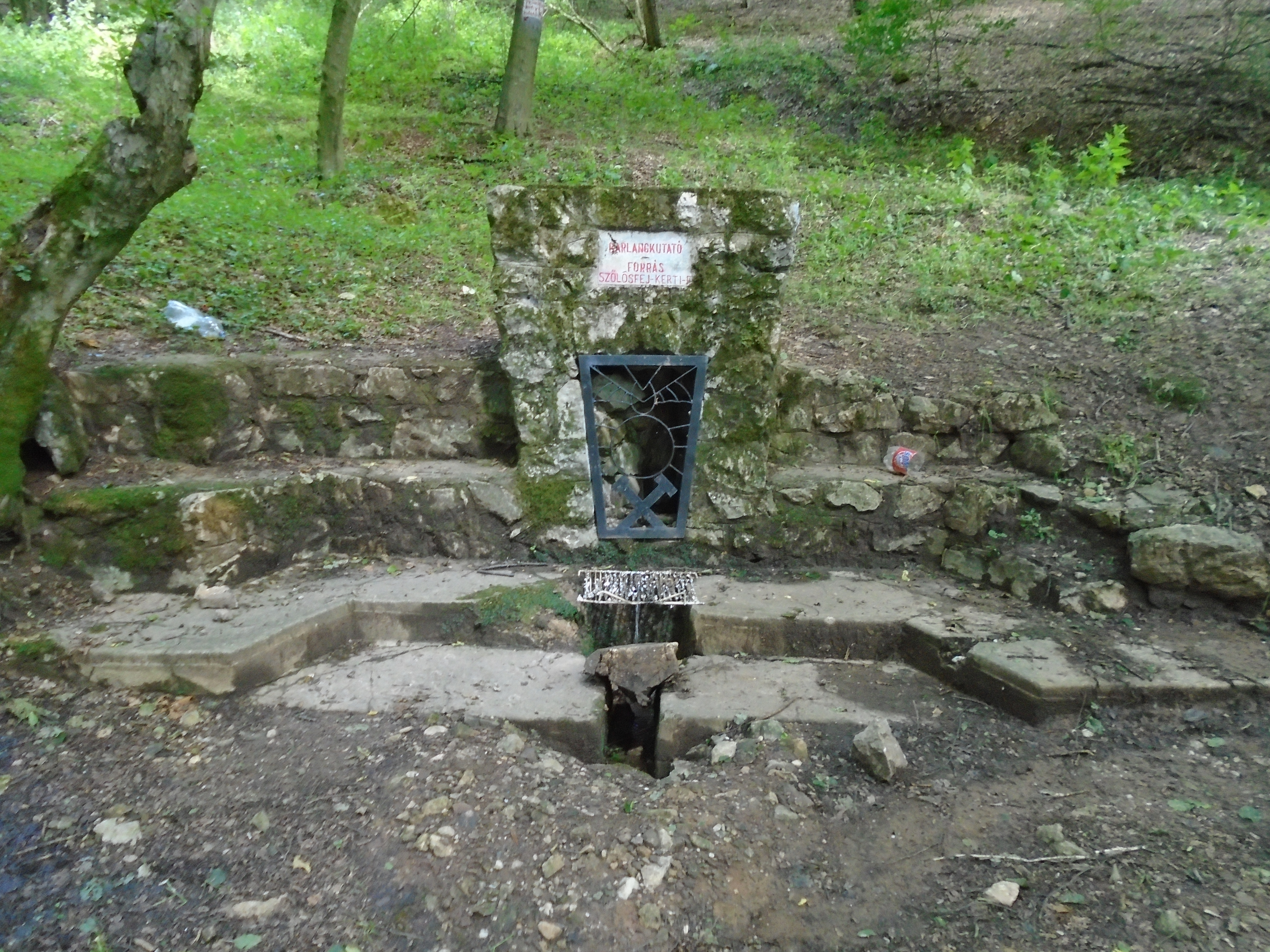
Barlangkutató-forrás
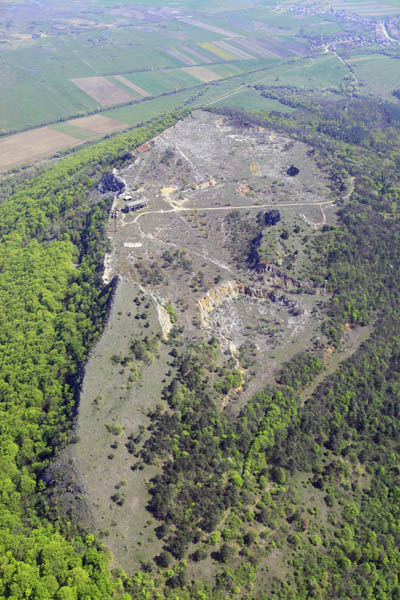
Esztramos-hegy légifotó
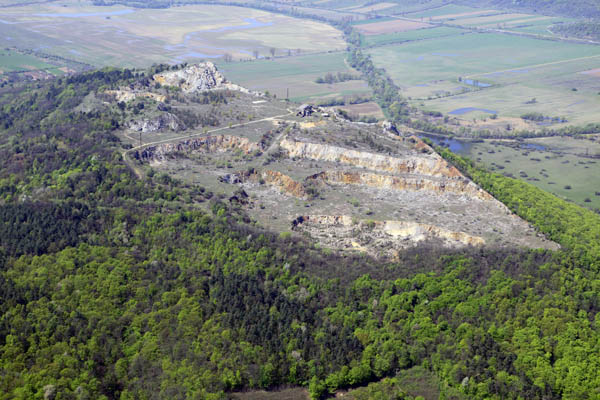
Esztramos-hegy légifotó
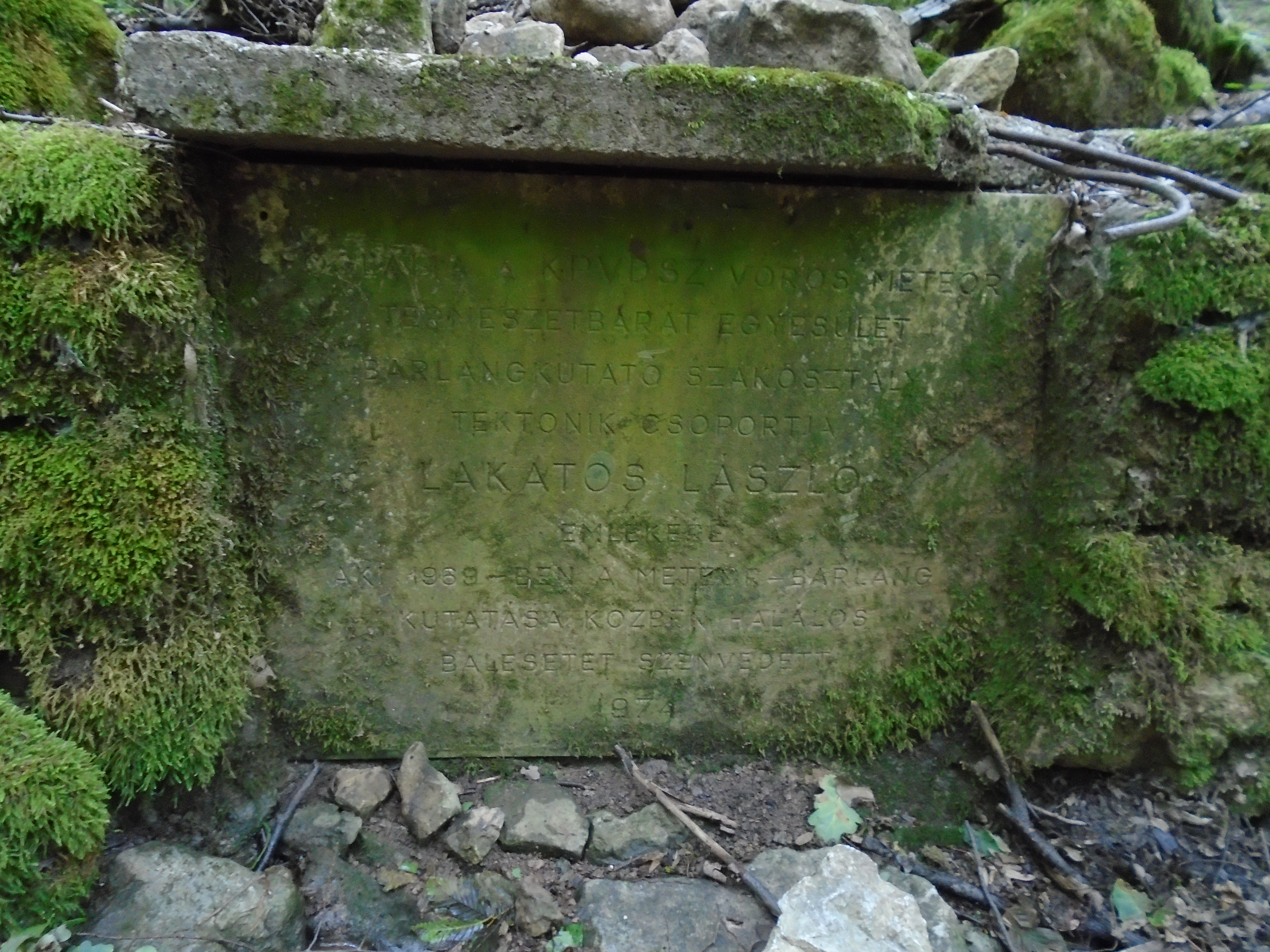
Lakatos-forrás